# Anastassija Soboljewa
Anastassija Kostjantyniwna Soboljewa (ukrainisch Анастасія Костянтинівна Соболєва, wiss. Transliteration Anastasiya Soboleva, internationale englische Schreibweise Anastasiya Soboleva; * 23. April 2004 in Kiew) ist eine ukrainische Tennisspielerin.

## Karriere
Soboljewa spielt hauptsächlich Turniere auf der ITF Women’s World Tennis Tour, bei der sie bislang sieben Titel im Einzel und zwei Doppeltitel gewann.

## Turniersiege

### Einzel
| Nr. | Datum             | Turnier                  | Kategorie | Belag | Finalgegnerin         | Ergebnis        |
| --- | ----------------- | ------------------------ | --------- | ----- | --------------------- | --------------- |
| 1.  | 18. April 2021    | Antalya                  | ITF W15   | Sand  | Nuria Brancaccio      | 6:0, 7:65       |
| 2.  | 6. Juni 2021      | Shymkent                 | ITF W15   | Sand  | Walerija Oljanowskaja | 6:4, 7:64       |
| 3.  | 18. Dezember 2022 | Antalya                  | ITF W15   | Sand  | Amarissa Tóth         | 6:4, 2:6, 6:3   |
| 4.  | 22. Januar 2023   | Antalya                  | ITF W15   | Sand  | Alexandra Schubladse  | 6:2, 6:1        |
| 5.  | 29. Januar 2023   | Antalya                  | ITF W15   | Sand  | Darja Lodikowa        | 6:73, 7:5, 7:65 |
| 6.  | 7. April 2024     | Santa Margherita di Pula | ITF W35   | Sand  | Diletta Cherubini     | 6:1, 6:1        |
| 7.  | 14. April 2024    | Santa Margherita di Pula | ITF W35   | Sand  | Lucie Havlíčková      | 7:5, 6:3        |

### Doppel
| Nr. | Datum             | Turnier | Kategorie | Belag | Partnerin          | Finalgegnerinnen                            | Ergebnis  |
| --- | ----------------- | ------- | --------- | ----- | ------------------ | ------------------------------------------- | --------- |
| 1.  | 20. November 2021 | Antalya | ITF W15   | Sand  | Diana Schneider    | Tamara Čurović Amarissa Kiara Tóth          | 6:2, 6:0  |
| 2.  | 29. Juli 2023     | Vejle   | ITF W15   | Sand  | Darja Jessyptschuk | Rebecca Munk Mortensen Hannah Viller Møller | 7:5, 7:63 |